# 任天堂Switch 2
任天堂Switch 2（简称NS2或Switch 2）是日本任天堂公司推出的電子遊戲機，為2017年推出的任天堂Switch的後繼機，於2025年6月5日日本、美国、加拿大、欧洲、大洋洲、韩国、香港等地發售，2025年7月10日在臺灣發售

。主机分为日语版和多语言版两种版本，在日本以外地区会发售多语言版，日本则会同时发售日语版（日本国内专用）和多语言版，日语版售价49980日元，多语言版售价69980日元，且多语言版只能在My Nintendo Store购买。

## 歷史
在任天堂Switch發售多年後，一直有大量關於發展新主機的坊間傳聞。儘管如此，任天堂官方直到2024年5月7日才正式承認「任天堂Switch的後繼機種」將於在2025財年內（2025年3月31日前）公開更多情報。隨後，任天堂在2024年11月透露該「後繼機種」擁有向下兼容能力，可以遊玩任天堂Switch的遊戲，也可以使用任天堂Switch Online服務。
2025年1月16日，任天堂正式公布該後繼機種「任天堂Switch 2」。首次曝光片段除卻展示各種有別於前代機種的硬件配置外，亦包含《瑪利歐賽車世界》相關的全新遊戲內容。
任天堂於2025年4月2日的任天堂直面會中公開更多Switch 2的相關消息，確定於6月5日發售，並自4月起於世界各地舉辦Switch 2的體驗會。

## 硬體

### 主机
任天堂Switch 2主體為一個類似平板電腦的設備，採用了7.9英吋的多觸點显示屏，分辨率為1080p，幀率最高可達120fps，並支援HDR；内置比Switch更大的256GB儲存空間並支持更快的读写速度。配有2個USB Type-C接口，皆可為主機充電。Switch 2配备了由英伟达定制的T239 SoC，采用Ampere微架构，内置1536个CUDA核心与2x 6GB LPDDR5X内存，支持英伟达DLSS、光线追踪以及G-SYNC等功能。Switch 2下方接口可以放入底座內充電，亦負責傳輸畫面、聲音的數據。
任天堂Switch 2可通过插入microSD Express卡扩展存储空间，相较于任天堂Switch采用的microSD（SDHC/SDXC）卡具有更高的读写速度。尽管Switch 2也可插入普通的microSD卡，但普通的microSD卡仅支持屏幕截图和视频，无法用于存储和读取游戏数据。
任天堂Switch 2主机分为2个版本，即日本国内专用版和多语言版。其中日本国内专用版存在区域锁定的限制，该版本仅在日本国内发售，主机语言仅可选择日语，且仅能登陆区域设置为日本的任天堂账户。多语言版在全球发售，而日本仅有My Nintendo Store可购买多语言版。

### 底座
任天堂Switch 2的底座可以通过HDMI输出、4K像素（2160p）的画面，还可以为Switch 2主机充电。但4K分辨率下，帧数將被限制到60fps。底座还包含以太网接口和散热风扇。Switch和Switch 2的底座互相不兼容。

### 控制器
相较于任天堂Switch搭载的Joy-Con，任天堂Switch 2的主要控制器被称为Joy-Con 2，拥有更大的尺寸，与主机的连接方式也改为磁吸式。Joy-Con 2还可像鼠标一样使用。此外，还将发售与任天堂Switch Pro控制器相对应的任天堂Switch 2 Pro控制器，增加了可用于自定义按键的GL/GR键以及耳机麦克风插孔。Joy-Con 2和Switch 2 Pro控制器都增加了C键，可以随时呼叫出游戏聊天功能。
任天堂Switch 2也可以通过无线连接使用Switch的控制器，但无法为Joy-Con充电，也无法唤醒Switch 2主机。Switch无法使用Switch 2的控制器。

## 软件

### 卡带
任天堂Switch 2卡带与任天堂Switch卡带具有相似的外型和尺寸，区别在于卡带颜色为红色，以区分Switch的黑色卡带。部分Switch 2卡带(所有'Nintendo Switch 2 Edition'遊戲)也能被Switch读取，例如《符文工房 龙之天地》等。与Switch卡带类似，Switch 2的卡带也添加了无毒的苦味剂以防止儿童误吞食。
部分游戏采用了名为“钥匙卡”的卡带，这些卡带将不包含完整的游戏数据，仅包含数字许可证，在将卡带插入游戏机后需要连接互联网下载完整游戏后才可以游玩。大多数第三方游戏将采用钥匙卡发售实体版游戏。

### 向下兼容
任天堂Switch 2兼容大部分任天堂Switch的实体和下载版游戏，部分游戏需要Switch的专属硬件（例如利用了Joy-Con的红外摄像头功能，或是任天堂Labo等基于Switch主机的尺寸设计的游戏）。
部分Switch游戏可以通过购买“升级通行证”获得Switch 2版本，其中包括《塞尔达传说 旷野之息》和《塞尔达传说 王国之泪》等游戏。Switch 2版本包含画质提升、新功能及新的游玩模式等。
部分Switch游戏将获得Switch 2专用的免费更新，其中包括《超级马力欧 奥德赛》和《塞尔达传说 智慧的再现》等。通过免费更新可以获得更精美的画面，或使用游戏分享功能。

## 备注
1. ↑  部分游戏不兼容[5]

## 外部連結
- 官方网站